# Таинственная звезда
«Таинственная звезда», «Загадочная звезда» (фр. L'Étoile mystérieuse) — десятый альбом из серии «Приключения Тинтина» бельгийского карикатуриста Эрже.
Комикс публиковался еженедельно в бельгийской газете Le Soir с октября 1941 года по май 1942 года, а затем был выпущен в сборнике Casterman в 1942 году. Эта первая история, которая была опубликована в цветном варианте в 62-х страницах.
В истории рассказывается о молодом  репортёре Тинтине, который путешествует со своей собакой Милу и другом капитаном Хэддоком на борту научной экспедиции в Северный Ледовитый океан в рамках международной гонки по поиску метеорита, упавшего на Землю.

## Сюжет
Гигантский метеороид приближается к Земле, замеченный из обсерватории профессором Децимусом Фостлом; он и самопровозглашенный пророк Филиппулус предсказывают, что метеороид упадет на Землю и вызовет конец света. Метеороид пролетает мимо Земли, но его фрагмент падает в Северный Ледовитый океан. Фостл определяет, что объект сделан из нового материала, который он называет Фостлитом, и организует экспедицию, чтобы найти его с командой европейских ученых. В сопровождении Тинтина и Милу, их полярный экспедиционный корабль, Аврора, возглавляет друг Тинтина капитан Хэддок. Тем временем другая экспедиция финансируется финансистом г-ном Больвинкелем, с командой, отправляющейся на борту полярного экспедиционного корабля Пири; таким образом, экспедиция Фостла становится частью гонки за приземление на метеорите.
В день отплытия «Авроры» Больвинкель поручает своему приспешнику заложить на корабль динамитную шашку, но динамит находят и в конечном итоге выбрасывают за борт. На одном из судоходных путей Северного моря «Аврору» почти протаранивает другой корабль Больвинкеля, но Хэддок уворачивается от него. Дальнейшие неудачи случаются, когда «Авроре» приходится дозаправляться в Исландии, направляясь в порт Акюрейри, где Хэддоку сообщают, что у компании Golden Oil (принадлежащей банку Больвинкеля и обладающей топливной монополией) нет топлива. Затем он и Тинтин встречают своего старого друга, капитана Честера, и Тинтин придумывает план, как обмануть Golden Oil и заставить их предоставить им необходимое топливо, тайно проложив шланг к «Авроре» с корабля Честера, Сириуса. Когда они приближаются к Пири, Аврора получает неясный сигнал бедствия с другого корабля, и команда соглашается изменить свой курс, чтобы помочь; однако Тинтин разоблачает, что сигнал бедствия является приманкой, чтобы задержать их, и они возобновляют путешествие. Аврора перехватывает кабель, сообщающий, что экспедиция Пири достигла метеорита, но еще не забрала его. Пока команда Пири гребет к метеориту, Тинтин использует гидросамолет Авроры, чтобы добраться до метеорита и спрыгнуть на парашюте, а также установить флаг экспедиции, таким образом выиграв гонку.
Тинтин и Милу (который следовал за ним на самолете) разбивают лагерь на метеорите, пока двигатели Авроры ремонтируются после возникновения неполадок. На следующий день он находит огромные взрывоопасные грибы и обнаруживает, что Фостлит ускоряет рост: его яблочный огрызок вырастает в большое дерево, а личинка превращается в огромную бабочку, и ему и Снежку угрожает гигантский паук, сбежавший из его ланч-бокса, прежде чем гидросамолет снова прибудет. Внезапное землетрясение сотрясает метеорит до основания, и он начинает тонуть в море. Тинтин отдает себя, Милу и кусок Фостлита пилоту гидросамолета на спасательном плоту самолета, а сам метеорит наконец исчезает в море. После этого Больвинкель узнает, что его, как ожидается, будут судить за его преступления. Когда Аврора возвращается домой, капитан Хэддок направляет корабль к земле, чтобы заправиться не нефтью, а виски.

## Приём
«Таинственная звезда» имела коммерческий успех и была опубликована в виде книги издательством Casterman вскоре после ее завершения; это был первый том о Тинтине, изначально опубликованный в 62-страничном цветном формате.
Эрже продолжил «Приключения Тинтина» книгой «Секрет "Единорога"», в то время как сама серия стала определяющей частью франко-бельгийской традиции комиксов.
«Таинственная звезда» получила неоднозначную оценку критиков и стала одной из самых спорных частей в серии из-за воспринимаемого антисемитского изображения её злодея.

## Экранизации и адаптации
Комикс был включён в мультсериал «Приключения Тинтина» (1956) и в мультсериал «Приключения Тинтина» (1991).